# Jaroslav Med

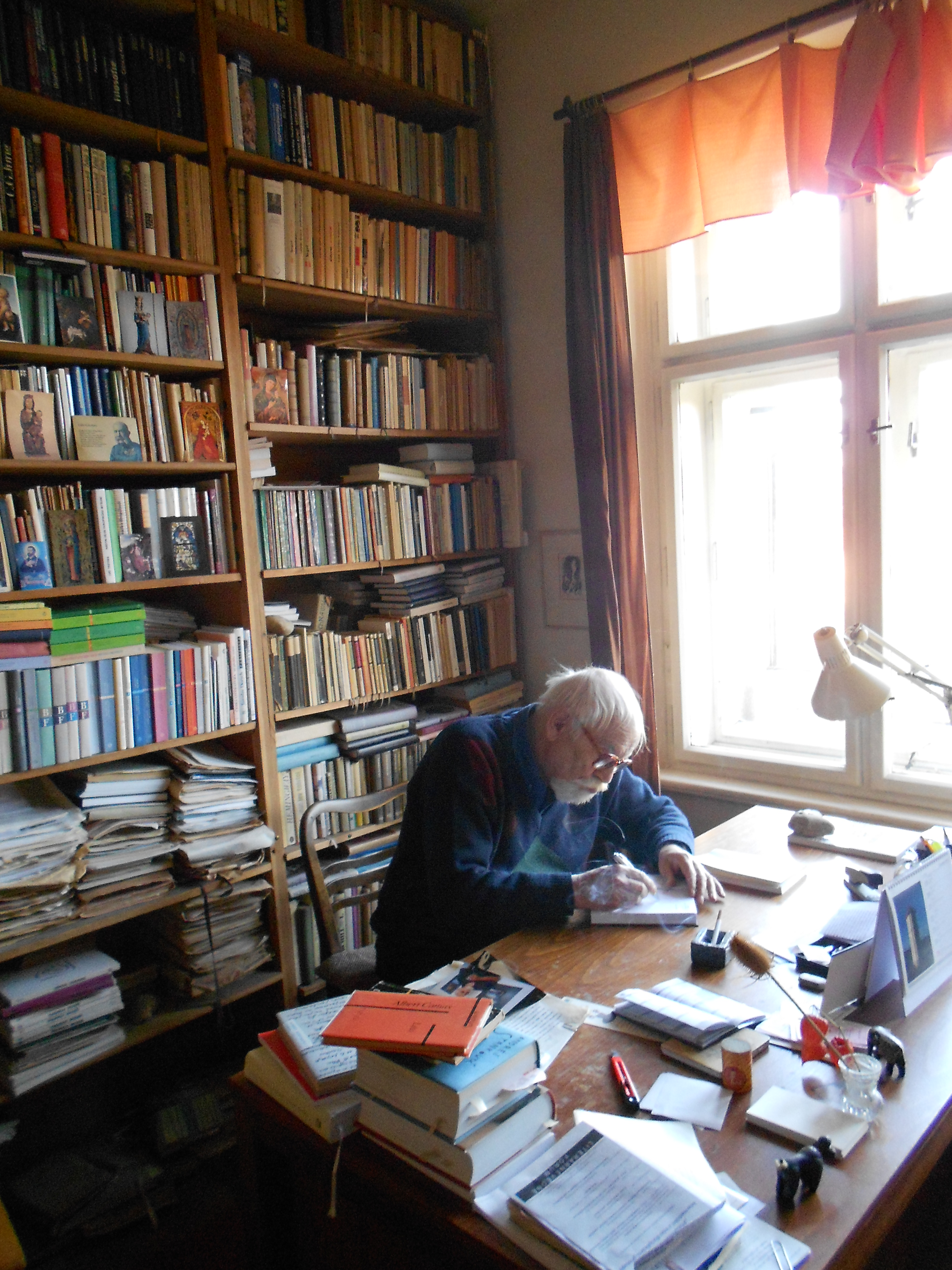
doc. Jaroslav Med ve svém bytě

Jaroslav Med (19. dubna 1932 Havlíčkův Brod – 14. února 2018 tamtéž) byl český literární kritik, historik, spisovatel a vysokoškolský pedagog. Přednášel na Filozofické fakultě UK a Katolické teologické fakultě UK českou a světovou literaturu. Zabýval se převážně českou katolicky orientovanou literaturou, především poezií. Napsal šest publikací, ale velmi významné jsou i jeho edice básní např. Bohuslava Reynka, Jana Zahradníčka nebo Jiřího Karáska ze Lvovic.

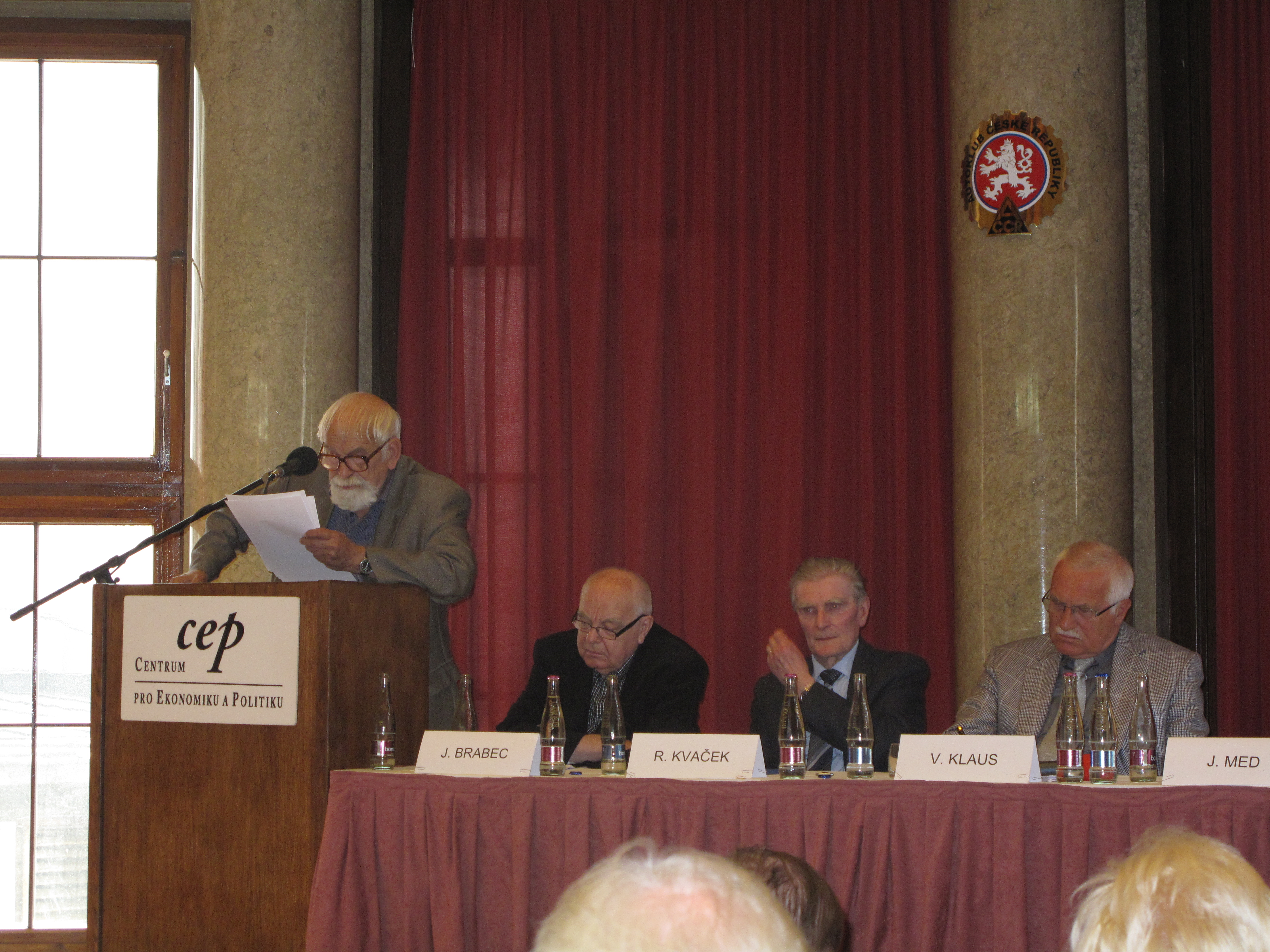
doc. Jaroslav Med (u mikrofonu), Jiří Brabec, Robert Kvaček a Václav Klaus, seminář Centra pro ekonomiku a politiku "Viktor Dyk - Osmdesát let od smrti"

## Život
Jaroslav Med se narodil 19. dubna 1932 v Havlíčkově Brodě. Odmaturoval na obchodní akademii a poté se mu podařilo dostat do Prahy na Filozofickou fakultu, kde vystudoval knihovnictví a bohemistiku. V 50. letech se seznámil s básníkem a grafikem Bohuslavem Reynkem, který ho významně ovlivnil. Jaroslav Med byl častým hostem na Reynkově statku v Petrkově, kam přivedl i své přátele z řad tehdejších umělců, např. výtvarníka Jiřího Koláře nebo básníka Ivana Diviše. Jaroslav Med se v pozdější době podílel na edici básní Bohuslava Reynka i na organizování výstav Reynkových grafik.
Po dokončení univerzity vyučoval Jaroslav Med na učňovských školách a zároveň spolupracoval s krajským nakladatelstvím v Havlíčkově Brodě, s nakladatelstvím Růže v Českých Budějovicích a s brněnským krajským nakladatelstvím Blok, kde se podílel i na založení časopisu Dokořán, který byl ale poměrně rychle komunistickou mocí zakázán. Od roku 1966 působil jako aspirant na Ústavu pro českou literaturu ČSAV. Kvůli nástupu normalizace zde nemohl obhájit svou kandidátskou práci a znovu musel vyučovat na učňovských školách. V roce 1980 se mu podařilo se do Ústavu vrátit a zůstal zde až do roku 2010.
Po revoluci začal vyučovat na Univerzitě Karlově, konkrétně na Filosofické fakultě a Katolické teologické fakultě. Na Katolické teologické fakultě vyučoval předměty Duchovní proudy v moderní literatuře a Myšlení o literatuře. Ač jeho přednášky byly určeny zvláště pro studenty Ústavu dějin křesťanského umění této fakulty, tedy pro studenty neteologických oborů, získaly si značnou oblibu i u studentů teologie. Vyučoval až do konce svého života. Zemřel náhle během návštěvy rodného Havlíčkova Brodu.

## Rodina
Po roce 1960 se oženil s vdovou Milenou Petkevičovou, roz. Svobodovou. Sňatkem vyženil nevlastního syna Vladimíra Petkeviče, který je (ze strany svého otce) prasynovcem rusko-amerického spisovatele Vladimira Vladimiroviče Nabokova.

## Publikace
- Hory a mračna : Brodská zastavení. Havlíčkův Brod : Krajské nakladatelství, 1959. 91 s.
- Bedřich Václavek a Vysočina. Havlíčkův Brod : Východočeské nakl., 1962. 66 s. (spoluautor Josef Mojmír Weimann).
- Viktor Dyk : monografie s ukázkami z tvorby. Praha : Melantrich, 1988. 414 s.
- Slovník básnických knih : díla české poezie od obrození do r. 1945. Praha : Československý spisovatel, 1990. 428 s. ISBN 80-202-0217-X. (spoluautor).
- Spisovatelé ve stínu : studie o české literatuře. Praha : Zvon, 1995. 179 s. ISBN 80-7113-129-6. 2. rozš. vyd. Praha : Portál, 2004. 237 s. ISBN 80-7178-939-9.
- Od skepse k naději : studie a úvahy o české literatuře. Svitavy : Trinitas, 2006. 245 s. ISBN 80-86885-04-6.
- Texty mého života. Praha : Torst, 2007. 270 s. ISBN 978-80-7215-317-6. (rozhovor Aleše Palána a Jana Paulase).
- Literární život ve stínu Mnichova (1938–1939). Praha : Academia, 2010. 340 s. ISBN 978-80-200-1823-6.